# Сизівська сільська рада
Си́зівська сільська́ ра́да — адміністративно-територіальна одиниця та орган місцевого самоврядування в Сакському районі Автономної Республіки Крим. Адміністративний центр — село Сизівка.

## Загальні відомості
- Населення ради: 3 421 особа (станом на 2001 рік)

## Населені пункти
Сільській раді підпорядковані населені пункти:
- с. Сизівка
- с. Водопійне
- с. Іллінка
- с. Лугове

## Склад ради
Рада складається з 20 депутатів та голови.
- Голова ради: Баран Костянтин Андрійович
- Секретар ради: Васильєва Тетяна Миколаївна

### Керівний склад попередніх скликань
| Прізвище, ім'я, по батькові | Основні відомості                                                         | Дата обрання | Дата звільнення |
| --------------------------- | ------------------------------------------------------------------------- | ------------ | --------------- |
| Баран Костянтин Андрійович  | Сільський голова, 1976 року народження, освіта вища, безпартійний         | 26.03.2006   | 31.10.2010      |
| Баран Костянтин Андрійович  | Сільський голова, 1976 року народження, освіта вища, член Партії регіонів | 31.10.2010   |                 |

Примітка: таблиця складена за даними сайту Верховної Ради України

### Депутати
За результатами місцевих виборів 2010 року депутатами ради стали:

#### За суб'єктами висування
| Суб'єкт висування                 | Кількість обраних депутатів | %  |
| --------------------------------- | --------------------------- | -- |
| Партія регіонів                   | 17                          | 85 |
| Самовисування                     | 2                           | 10 |
| Політична партія «Сильна Україна» | 1                           | 5  |

#### За округами
| № округу                          | Прізвище, ім'я, по батькові     | Дата визнання обраним | Освіта             | Партійна приналежність                  | Відомості про обраного депутата           |
| --------------------------------- | ------------------------------- | --------------------- | ------------------ | --------------------------------------- | ----------------------------------------- |
| Партія регіонів                   |                                 |                       |                    |                                         |                                           |
| 1                                 | Полейчук Олена Миколаївна       | 31.10.2010            | середня спеціальна | член Партії регіонів                    | санаторій, медична сестра                 |
| 2                                 | Бевза Любов Іванівна            | 31.10.2010            | вища               | член Партії регіонів                    | будинок культури с. Сизівка, директор     |
| 3                                 | Бережна Надія Аркадіївна        | 31.10.2010            | вища               | член Партії регіонів                    | приватне підприємство, продавець          |
| 4                                 | Пахомова Людмила Павлівна       | 31.10.2010            | вища               | член Партії регіонів                    | Сакський районний терцентр, завідувачка   |
| 5                                 | Ориненко Таміла Іванівна        | 31.10.2010            | вища               | член Партії регіонів                    | Сизівська сільська рада, інспектор ВУС    |
| 6                                 | Бевза Ірина Володимирівна       | 31.10.2010            | вища               | член Партії регіонів                    | дитячий дошкільний заклад, вихователь     |
| 8                                 | Бутенко Олександр Анатолійович  | 31.10.2010            | вища               | член Партії регіонів                    | фермерське господарство, фермер           |
| 9                                 | Филипів Сергій Іванович         | 31.10.2010            | середня            | член Партії регіонів                    | Сакська зрошувальна система, машиніст     |
| 10                                | Мудра Альона Рафигівна          | 31.10.2010            | середня            | член Партії регіонів                    | Комунальне підприємство, оператор         |
| 11                                | Болдирева Людмила Степанівна    | 31.10.2010            | вища               | член Партії регіонів                    | фельдшерсько-акушерський пункт, фельдшер  |
| 12                                | Болотова Рима Григоровна        | 31.10.2010            | вища               | член Партії регіонів                    | Іллінська загальноосвітня школа, директор |
| 14                                | Закожурнікова Галина Петрівна   | 31.10.2010            | середня            | член Партії регіонів                    | пенсіонер                                 |
| 15                                | Покляцький Олександр Сергійович | 31.10.2010            | вища               | член Партії регіонів                    | Сизівська сільська рада, землевпорядник   |
| 16                                | Васильєва Тетяна Миколаївна     | 31.10.2010            | вища               | член Партії регіонів                    | Сизівська сільська рада, секретар         |
| 17                                | Бондар Надія Василівна          | 31.10.2010            | вища               | член Партії регіонів                    | Чорноморська АСМ, акушер                  |
| 18                                | Риков Ігор Іванович             | 31.10.2010            | вища               | член Партії регіонів                    | ПП «Гідросервис», директор                |
| 20                                | Щербатей Микола Анатолійович    | 31.10.2010            | середня            | член Партії регіонів                    | будинок культури, художній керівник       |
| Політична партія «Сильна Україна» |                                 |                       |                    |                                         |                                           |
| 13                                | Ткаченко Микола Миколайович     | 31.10.2010            | середня            | член Політичної партії «Сильна Україна» | тимчасово не працює                       |
| Самовисування                     |                                 |                       |                    |                                         |                                           |
| 7                                 | Мурахас Сіран                   | 31.10.2010            | вища               | позапартійний                           | ТОВ «Птцекомплекс-АГРО», механік          |
| 19                                | Османова Аліме                  | 31.10.2010            | середня            | позапартійна                            | пенсіонер                                 |